# Barra do Guarita

Localización del municipio Barra do Guarita.

Barra do Guarita es un municipio brasilero del estado de Rio Grande do Sul.
Se encuentra ubicado a una latitud de 27º11'31" Sur y una longitud de 53º42'36" Oeste, estando a una altitud de 194 metros sobre el nivel del mar. Su población estimada para el año 2004 era 2.715 de habitantes.
Ocupa una superficie de 67,431 km². El municipio se encuentra a orillas del río Uruguay, que hace de límite natural con el estado de Santa Catarina.
- Datos: Q1757715
- Multimedia: Barra do Guarita / Q1757715